# サンナッツァーロ・デ・ブルゴンディ
サンナッツァーロ・デ・ブルゴンディ（伊: Sannazzaro de' Burgondi）は、イタリア共和国ロンバルディア州パヴィーア県にある、人口約5,100人の基礎自治体（コムーネ）。

## 地理

### 位置・広がり

#### 隣接コムーネ
隣接するコムーネは以下の通り。
- コラーナ
- コルナーレ・エ・バスティーダ
- ドルノ
- フェッレーラ・エルボニョーネ
- メッツァーナ・ビーリ
- ピエーヴェ・アルビニョーラ
- スカルダゾーレ
- シルヴァーノ・ピエトラ

### 気候分類・地震分類
気候分類では、zona E, 2619 GGに分類される。
また、イタリアの地震リスク階級 (it) では、zona 3 (sismicità bassa) に分類される
。

## 行政

### 分離集落
サンナッツァーロ・デ・ブルゴンディには、以下の分離集落（フラツィオーネ）がある。
- Buscarella, Mezzano, Savasini

## 姉妹都市
- Százhalombatta、ハンガリー